# Borbonia
Borbonia là một chi thực vật có hoa trong họ Đậu.